# Клод Каон
Клод Каон (фр. вимова: [klod ka.œ̃], уроджена Люсі Рене Матільда Швоб; 25 жовтня 1894 — 8 грудня 1954) — французький фотограф — сюрреалістка, скульпторка і письменниця.
У 1914 році Швоб взяла псевдонім Клод Каон. Каон найбільше відома як письменниця і автопортретист, який прийняв різноманітні перформативні образи.
У своїх текстах вона постійно називала себе «elle» (вона), і ця стаття відповідає її практиці; але вона також сказала, що її фактичну стать було змінною. Наприклад, у книзі Заперечення або скасовані зізнання Каон пише: «Чоловіче? Жіночий? Це залежить від ситуації. Середній — це єдина стать, яка мені завжди підходить».
Під час Другої світової війни Каон також була активним діячем опору та пропагандистом.

## Раннє життя
Каон народилася в місті Нант у 1894 році в заможній єврейській літературній родині. Письменник-авангардист Марсель Швоб був її дядьком, а сходознавець Девід Леон Каон — двоюродним дядьком. Коли Каон було чотири роки, її мати, Марія-Антуанетта Курбебес, почала страждати від психічної хвороби, що зрештою призвело до того, що її матір назавжди помістили в психіатричну лікарню. За відсутності матері Каон виховувала бабуся Матильда.
Каон відвідувала приватну школу Пардон Мід у графстві Суррей після досвіду боротьби з антисемітизмом у середній школі в Нанті. Вона навчалася в Паризькому університеті Сорбонна. Почала робити фотопортрети ще в 1912 році (у віці 18 років) і продовжувала фотографувати себе протягом 1930-х років.
Приблизно в 1914 році вона змінила своє ім'я на Клод Каон, після того, як раніше використовувала імена Клод Курліс (на честь кучеря) і Деніел Дуглас (на честь лорда Альфреда Дугласа). На початку 1920-х років вона оселилася в Парижі з партнеркою на все життя Сюзанною Малерб, яка прийняла псевдонім Марсель Мур. :70 Вони стали зведеними сестрами в 1917 році після одруження розлученого батька Каони та овдовілої матері Мура, через вісім років після початку творчого партнерства Каон та Мура. До кінця свого життя Каон і Мур співпрацювали над різними письмовими роботами, скульптурами, фотомонтажами та колажами. Вони публікували статті та романи, зокрема в періодичному виданні Mercure de France, і дружили з Анрі Мішо, П'єром Моранжем і Робером Деносом.
Близько 1922 року Каон і Мур почали влаштовувати художні салони у себе вдома. Серед постійних відвідувачів були художники Анрі Мішо та Андре Бретон та літературні підприємці Сільвія Біч та Адрієнн Моньє.

## Робота
Роботи Каони охоплювали письменництво, фотографію та театр, з яких найбільше запам'яталися високопоставлені автопортрети та картини, які включали візуальну естетику сюрреалізму. Протягом 1920-х років Каон створила вражаючу кількість автопортретів у різних іпостасях, таких як льотчик, денді, лялька, бодібілдер, вампір, ангел і японська лялька.:67
На деяких портретах Каони зображено художника, який дивиться прямо на глядача, з поголеною головою, часто відкриваючи лише голову та плечі (виключаючи тіло з поля зору), і розмиваючи гендерні ознаки та поведінку, що слугує для підриву патріархального погляду. Вчений Міранда Уелбі-Еверард написала про важливість театру, вистави та костюма, які лежать в основі творчості Каони, припускаючи, як це могло вплинути на різні гендерні презентації художника.
Опубліковані твори Каона включають «Героїнь» (1925) серію монологів, заснованих на жіночих персонажах казок, переплетених з дотепними порівняннями із сучасним образом жінки; Aveux non avenus, (Carrefour, 1930) книга нарисів і записаних снів, проілюстрованих фотомонтажем; і кілька нарисів у журналах і журналах.
У 1932 році Каон приєдналася до Асоціації революціонерів художників і художниць, де познайомилася з Андре Бретоном і Рене Кревелем. Після цього Каон почала спілкуватися з групою сюрреалістів і згодом брала участь у низці сюрреалістичних виставок, включаючи Лондонську міжнародну сюрреалістичну виставку (New Burlington Gallery) і Exposition surréaliste d'Objets (Charles Ratton Gallery, Париж), обидві в 1936 році. Фотографія Каона з лондонської виставки, на якій Шейла Леґґ стоїть посеред Трафальгарської площі, її голова закрита квітковою композицією та голубами, що сидять на її витягнутих руках, з'явилася в численних газетах, а пізніше була відтворена в кількох книгах. У 1934 році Каон опублікувала коротке полемічне есе Les Paris sont Ouverts, а в 1935 році брала участь у заснуванні лівого антифашистського альянсу Contre Attaque разом з Андре Бретоном і Жоржем Батаєм. Бретон назвав Каон «одним із найцікавіших духів нашого часу».
У 1994 році Інститут сучасного мистецтва в Лондоні провів виставку фотографічних автопортретів Каона 1927—1947 років разом із роботами двох молодих сучасних британських художниць, Вірджинії Німарко та Тасіти Дін, під назвою Mise en Scene. У сюрреалістичних автопортретах Каон представляла себе андрогіном, німфою, моделлю та солдатом.

У 2007 році Девід Боуї створив мультимедійну виставку робіт Каона в садах Загальної теологічної семінарії в Нью-Йорку. Це було частиною фестивалю під назвою Highline Festival, який також включав пропозиції Air, Лорі Андерсон і Майка Гарсона. Боуї сказав про Каона:
Ви можете назвати її трансгресивною або ви можете назвати її переодягненим Мен Реєм із сюрреалістичними тенденціями. Я вважаю цю роботу дуже божевільною, у найкращому розумінні. За межами Франції, а тепер і у Великій Британії, вона не мала такого визнання, на яке вона, безумовно, заслуговує як послідовник-засновник, друг і діяч оригінального сюрреалістичного руху.

### Співпраця з Марселем Муром
Робота Каона часто була результатом співпраці з Марселем Муром. Каон і Мур часто співпрацювали, хоча це часто залишається невизнаним. Вважається, що Мур часто був людиною, яка стояла за камерою під час портретних зйомок Каона, і був рівноправним партнером у колажах Каона.
Оскільки більшість фотографій, які приписують Каону, походять із особистої колекції, а не з тієї, що призначена для публічного показу, було припущено, що ці особисті фотографії дозволили Каону більшою мірою експериментувати з гендерною презентацією та роллю глядача.

## Активізм Другої світової війни
У 1937 році Каон і Мур оселилися в Джерсі. Після падіння Франції та німецької окупації Джерсі та інших Нормандських островів вони стали активними діячами опору та пропагандистами. Горяче виступаючи проти війни, вони багато працювали над виготовленням антинімецьких листівок. Багато з них були уривками з перекладів з англійської на німецьку репортажів BBC про злочини та зухвалість нацистів, які були склеєні разом, щоб створити ритмічні вірші та різку критику. Вони створили багато з цих повідомлень під німецьким псевдонімом Der Soldat Ohne Namen, або Солдат без імені, щоб ввести в оману німецьких солдатів, що серед окупаційних військ існує змова. Тоді подружжя одягалося та відвідувало багато німецьких військових заходів у Джерсі, стратегічно розміщуючи свої брошури в солдатських кишенях, на стільцях і в сигаретних коробках, щоб солдати могли їх знайти. Крім того, вони непомітно м'ялися та кидали листівки в машини та вікна.
Одного разу вони вивісили в місцевій церкві банер із написом: «Ісус великий, але Гітлер більший, бо Ісус помер за людей, а люди помирають за Гітлера». Як і в більшості мистецьких робіт Каона та Мура в Парижі, у багатьох їхніх нотатках також використовувався той самий стиль чорного гумору. У багатьох відношеннях спроби опору Каона та Мура були не лише політичними, але й мистецькими діями, які використовували їхні творчі таланти для маніпулювання та підриву влади, яку вони зневажали. У багатьох відношеннях діяльність Каона була зосереджена на підриві певного авторитету; однак їхня активність становила загрозу їхній фізичній безпеці. Як пише історик Джеффрі Х. Джексон у своєму остаточному дослідженні їхнього опору під час війни Paper Bullets, для Каона та Мура «боротьба з німецькою окупацією Джерсі була кульмінацією зразків опору протягом усього життя, який завжди мав політичну перевагу в справі свободи, коли вони викроювали власний бунтарський спосіб спільного життя у світі. Для них політичне завжди було глибоко особистим».У 1944 році Каон і Мур були заарештовані і засуджені до смертної кари, але вирок так і не був виконаний, оскільки острів був звільнений від німецької окупації в 1945 році Однак після лікування у в'язниці здоров'я Каон так і не відновилося, і вона померла в 1954 році. Каон похована у церкві Св. Брелада разом із її партнером Марселем Муром. На суді Каон сказала німецькому судді (згідно з документальним фільмом про окупацію Нормандських островів, представленим Джоном Неттлзом), що німцям доведеться застрелити її двічі, оскільки вона була не лише учасником Опору, а й єврейкою. Очевидно, це викликало сміх у суді та, як кажуть, було однією з причин, чому страту не було виконано (Мартін Шугарман, архіваріус AJEX).

## Соціальна критика і спадщина
Каон робила собі роботу і не хотіла бути відомою. Лише через 40 років після її смерті роботи Каони стали визнані. У багатьох відношеннях життя Каони було відзначене діями, які бунтували проти загальноприйнятих умов, і її публічний імідж став коментарем, який кидає виклик уявленням громадськості про стать, красу та логіку.
Її робота мала змінити розуміння глядачами фотографії як документації реальності. Більше того, її поезія кидала виклик гендерним ролям того часу та атакувала соціальні та економічні кордони світу, що дедалі дедалі модернізувався. Крім того, участь Каона в групі паризьких сюрреалістів внесла елемент різноманітності в творчість групи, що започаткувало нові уявлення. Більшість художників-сюрреалістів були чоловіками, чиї основні зображення жінок зображували їх як ізольовані символи еротизму, а не як хамелеонічні, гендерно невідповідні фігури, які представляв Каон. Фотографії, твори та загалом життя Каона як мистецького та політичного революціонера продовжує впливати на художників.
Зібрані твори Каона були опубліковані в 2002 році під назвою Claude Cahun — Écrits (ISBN 2-85893-616-1), під редакцією Франсуа Леперльє. У 2018 році вулиця Парижа отримала назву «Alée Claude Cahun — Marcel Moore» (район Сен-Жермен-де-Пре — Монпарнас, поблизу вулиці Нотр-Дам-де-Шам, де жили Клод і Сюзанна).
Роман Руперта Томсона «Ніколи, крім тебе» 2018 року заснований на житті Каона та Мура. Його схвально відгукнувся Адам Марс-Джонс у London Review of Books.
Активність і героїзм Каон та Мур під час Другої світової війни задокументовано Джеффрі Х. Джексоном у книзі «Паперові кулі: двоє митців, які ризикували життям, щоб протистояти нацистам» 2020 року.
Google вшанував Клода Каон, показавши анімований дудл на своїй домашній сторінці в багатьох країнах 25 жовтня 2021 року, у річницю, що мала б стати її 127-річчям.